# 橫瀨町
橫瀨町（日语：／ Yokoze machi */?）是日本埼玉縣西北部的町，隸屬於秩父郡，地處武甲山北側和秩父盆地的東南部。

## 历史
- 1955年2月11日 - 横瀨村與蘆久保村合併，横瀨村成立。
- 1984年10月1日 - 町制施行，横瀨町成立

## 交通

### 鐵路
西武鐵道
- 西武秩父線：（正丸隧道信號場）－蘆之久保（SI34）－橫瀨（SI35）